# 立川らく萬
立川 らく萬（たてかわ らくまん、1993年（平成5年）1月19日 - ）は、落語家。本名は渡部 智和記。

## 経歴
1993年（平成5年）1月19日、新潟県新潟市西区出身。父親は写真家の渡部佳則。日本文理高等学校を経て、新潟大学法学部卒業。新潟大学落語研究部出身。
2015年（平成27年）4月、立川志らくに入門。前座名は「らくまん」。
2023年（令和5年）1月1日、立川志らぴーと共に二ツ目昇進し、「らく萬」に改名。

## 芸歴
- 2015年（平成27年）4月 - 立川志らくに入門、前座名は「らくまん」。
- 2023年（令和5年）1月 - 二ツ目昇進、「らく萬」に改名。

## 出演

### ラジオ
- 立川らく萬の萬だらけ（2024年4月～、FMつしま）

### テレビ
- 土曜ランチTV なじラテ。（2024年6月22日[2]、8月17日[3]）